# 高橋優子 (アナウンサー)
高橋 優子（たかはし ゆうこ、1971年11月27日 - ）は、日本のフリーアナウンサー。昭和プロダクション所属。

## 経歴・人物
福岡県出身。山口大学人文学部人文学科哲学・倫理学専攻。在学中より、九州朝日放送でニュース番組のリポーターを始める。1994年同大学卒業後、長崎県の民放長崎文化放送（ncc）にアナウンサーとして入社し、ニュースなどに出演した。
nccを退社後、大阪へ移り、当初はフリーランスとしてイベント・講演会の司会などとして活動。のちNHK大阪放送局の契約キャスターとして採用され、ここでも報道・情報系の番組を中心に担当した。番組終了により2008年3月28日を以って退局。仕事仲間だった石垣真帆がさいたま放送局に移籍したのに対し、高橋は帰郷。報道部の契約キャスター大幅入れ替えを進めていたテレビ西日本に契約キャスターとして数年活動。現在は一児の母である。

## 現在の担当番組
- まんまる　武内陶子のごごカフェ→ごごカフェから続く（NHKラジオ） - 14時30分からの列島リレーニュース[2]（近畿担当で月曜日から木曜日まで）

## 過去の担当番組
- NCCニュース（長崎文化放送）
- もっともっと関西（NHK大阪）
- かんさいニュース1番（NHK大阪）
- お元気ですか日本列島（NHK大阪） - ぐるっとニュース・関西
- FNNスピーク（テレビ西日本） - 福岡ローカル。ローテンションを組んで担当
- TNCニュース（テレビ西日本）